# Ronde van Castilië en León 2004
De Vuelta Castilla y León 2004 werd gehouden van 28 april tot en met 2 mei in Spanje. Het was de 19de editie van deze Spaanse etappekoers.

## Etappe-overzicht
| etappe | datum    | start                 | finish                 | afstand  | winnaar               | klassementsleider   |
| ------ | -------- | --------------------- | ---------------------- | -------- | --------------------- | ------------------- |
| 1e     | 28 april | Belorado              | Castrojeriz            | 156 km   | José Iván Gutiérrez   | José Iván Gutiérrez |
| 2e     | 29 april | Fromista              | Carrion de los Condes  | 32 km    | Illes Balears-Banesto | José Iván Gutiérrez |
| 3e     | 30 april | Carrion de los Condes | Mansilla de las Mulas  | 140,5 km | Alejandro Valverde    | David Navas         |
| 4e     | 1 mei    | León                  | Alto de Morredero      | 133,4 km | Alejandro Valverde    | Koldo Gil           |
| 5e     | 2 mei    | Ponferrada            | Villafranca del Bierzo | 151 km   | Alejandro Valverde    | Koldo Gil           |

## Eindklassementen
| Algemeen klassement |                     |                       |           |
| Plaats              | Naam                | Ploeg                 | Tijd      |
| Zwarte trui         | Koldo Gil           | Liberty Seguros       | 16u03'05" |
| 2                   | David Navas         | Illes Balears-Banesto | + 19"     |
| 3                   | José Iván Gutiérrez | Illes Balears-Banesto | + 22"     |
| 4                   | Alejandro Valverde  | Comunidad Valenciana  | + 40"     |
| 5                   | Dionisio Galparsoro | Euskaltel-Euskadi     | + 1' 26"  |
| 6                   | Igor González       | Liberty Seguros       | + 1' 28"  |
| 7                   | Ángel Vicioso       | Liberty Seguros       | + 1' 30"  |
| 8                   | Vladimir Karpets    | Illes Balears-Banesto | + 1' 51"  |
| 9                   | Jan Hruška          | Liberty Seguros       | + 2' 08"  |
| 10                  | David Arroyo        | LA-Pecol              | + 2' 54"  |

1985 · 1986 · 1987 · 1988 · 1989 · 1990 · 1991 · 1992 · 1993 · 1994 · 1995 · 1996 · 1997 · 1998 · 1999 · 2000 · 2001 · 2002 · 2003 · 2004 · 2005 · 2006 · 2007 · 2008 · 2009 · 2010 · 2011 · 2012 · 2013 · 2014 · 2015 · 2016 ·2017 · 2018 · 2019 · 2020 · 2021 · 2022 · 2023 · 2024